# Вуньо
| Название                  | Пра- германское | Древне- английское |
| ------------------------- | --------------- | ------------------ |
| Название                  | *Wunjō          | Wynn               |
| Название                  | «радость»       |                    |
| Форма                     | Старший футарк  | Футорк             |
| Форма                     |                 |                    |
| Unicode                   | ᚹ U+16B9        | ᚹ U+16B9           |
| Транслитерация            | w               | w                  |
| Транскрипция              | w               | w                  |
| МФА                       | [w]             | [w]                |
| Позиция в руническом ряду | 8               | 8                  |

Ву́ньо (ᚹ) — восьмая руна старшего и англосаксонского футарка.
Означает звук [w].
В старшем футарке называется Вуньо от прагерманского *wunjō — «работа», «занятие». Ряд авторов также упоминает такой перевод как «совершенство».
В англосаксонском футарке называется Wynn (др.-англ. «веселье», «радость»).
До введения буквы W в латинский алфавит вместо неё в английском языке использовалась буква Ƿynn (Ƿƿ), происходящая от этой руны.

## Упоминание в рунических поэмах
| Оригинал    | Wynn brúceþ · þe can wana lýt sáres ond sorge · ond him selfa hæfþ blæd ond blisse · ond éac burga genyht.                                                       |
| Перевод № 1 | Радостью наслаждается тот, кто знает мало бед, страданий и тревог. И сам имеет процветание (жизнь, дух, разум) и блаженство, а также достаточно крепкую обитель. |
| Перевод № 2 | Радость, не знающая страдания, сожаления или беспокойства. |